# Distretto di Chazuta
Il distretto di Chazuta è uno dei quattordici distretti  della provincia di San Martín, in Perù. Si trova nella regione di San Martín e si estende su una superficie di 966,38 chilometri quadrati.

Istituito il 2 gennaio 1857, ha per capitale la città di Chazuta; al censimento 2005 contava 9.563 abitanti.